# Linea 2 (metropolitana di Parigi)
La linea 2 della metropolitana di Parigi, contraddistinta dal colore blu, è la seconda linea del trasporto rapido costruita a Parigi, Francia. Era conosciuta nei primi anni come linea 2 Nord, perché consisteva della porzione nord di una linea metropolitana circolare. Il nome fu abbandonato quando la linea 5 inglobò la linea 2 Sud nel 1907 (l'avrebbe poi ceduta di nuovo alla linea 6 nel 1942). È la settima linea più frequentata della rete.
Dal 20 dicembre 2006 sono in servizio treni MF 2000; altri treni della stessa serie sostituiranno gradualmente i vecchi MF 67.

## Cronologia
- 13 dicembre 1900: inaugurazione della prima parte della linea 2 Nord tra Porte Dauphine ed Étoile.
- 7 ottobre 1902: estensione da Étoile ad Anvers.
- 31 gennaio 1903: estensione da Anvers a Bagnolet.
- 2 aprile 1903: estensione da Bagnolet a Nation.
- 10 agosto 1903: un cortocircuito su un treno causò un disastroso incendio che uccise 84 persone alle stazioni Couronnes e Ménilmontant.
- 14 ottobre 1907: la linea 2 Nord diviene linea 2.

## Stazioni che hanno cambiato nome
- 15 ottobre 1907: Boulevard Barbès diventa Barbès - Rochechouart.
- 1º agosto 1914: Rue d'Allemagne diventa Jaurès.
- 6 ottobre 1942: Aubervilliers diventa Aubervilliers - Boulevard de la Villette.
- 19 agosto 1945: Combat diventa Colonel Fabien.
- 10 febbraio 1946: Aubervilliers - Boulevard de la Villette diventa Stalingrad.
- 1970: Étoile diventa Charles de Gaulle-Étoile.
- 13 settembre 1970: Bagnolet diventa Alexandre Dumas.

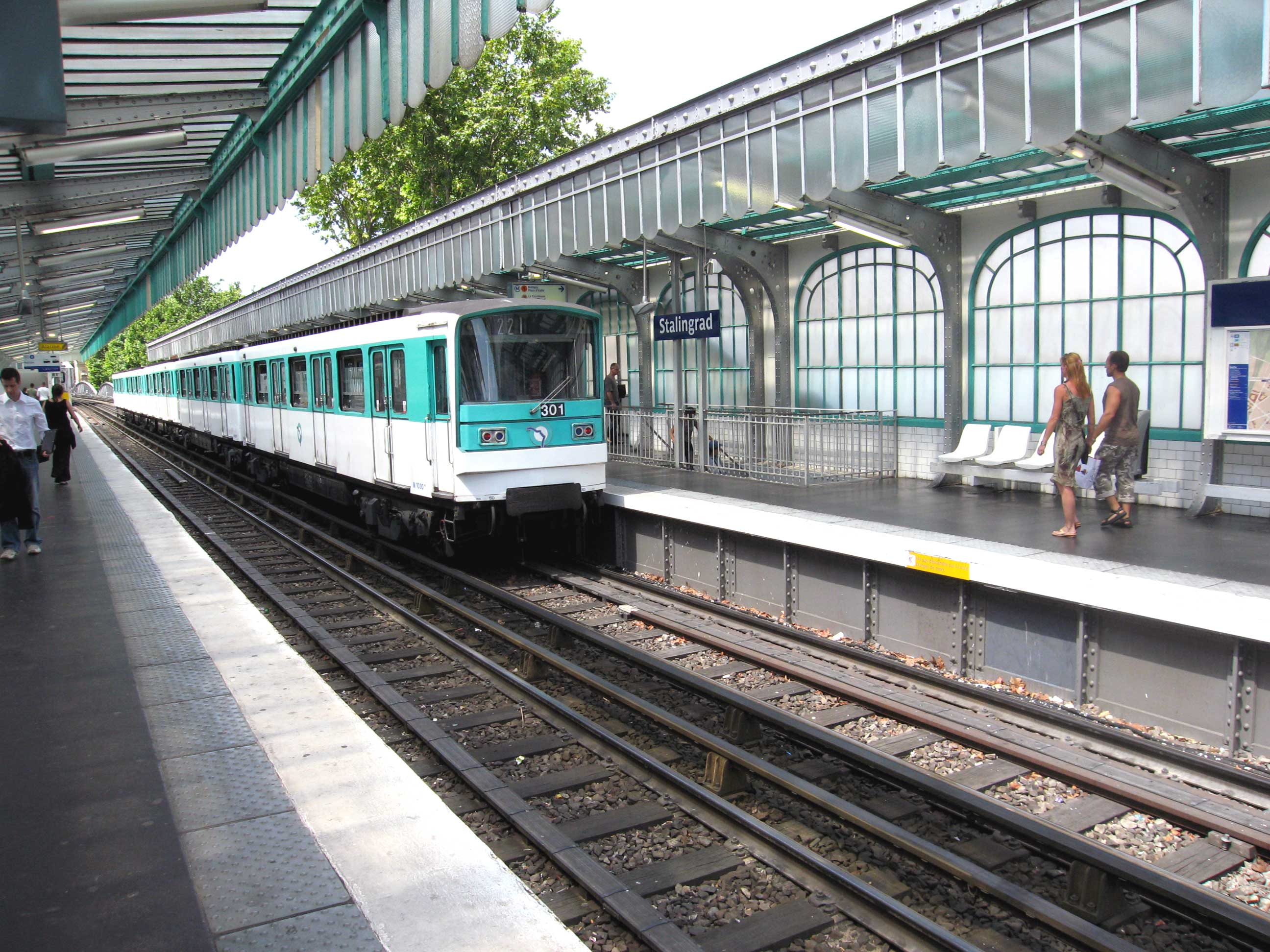
Treno della linea 2 a Stalingrad

## Turismo
- Le stazioni tra Barbès - Rochechouart e Jaurès sono costruite su un viadotto che offre una buona vista su Parigi
- La linea 2 passa presso diversi luoghi di interesse:
  - Avenue Foch, il più grande viale di Parigi, e l'Arco di Trionfo
  - Parc Monceau
  - Pigalle e il Moulin Rouge
  - Barbès e Belleville e le loro influenze asiatiche e africane
  - cimitero di Père-Lachaise
  - Place de la Nation